# Juan Martínez de Irujo
Juan Martínez de Irujo Goñi (Ibero, Olza, Navarra, 4 de noviembre de 1981), conocido profesionalmente como Martínez de Irujo, es un expelotari español profesional de la modalidad de mano. Está considerado como uno de los mejores pelotaris de todos los tiempos.

## Biografía
Martínez de Irujo nació en 1981 en la población de Ibero, perteneciente al municipio navarro de la Cendea de Olza. Es hijo de Juan Ángel Martínez de Irujo y sobrino del difunto también pelotari profesional Javier Martínez de Irujo. Juega en el puesto de delantero y pertenece a la empresa ASPE. Según las estadísticas oficiales mide 1,86 m de alto y pesa 84 kg.
Martínez de Irujo debutó como pelotari profesional el 6 de junio de 2003 en el frontón Labrit de Pamplona. En un tiempo récord se convirtió en una de las figuras de este deporte, consiguiendo ya en 2004 alzarse con el Campeonato Manomanista y siendo subcampeón en el de parejas (junto a Lasa III). En 2005 quedó subcampeón en el Manomanista, pero ganó el de parejas (con Goñi III).
En 2006 completó una temporada redonda al alzarse con los 3 títulos de la Liga de Empresas de Pelota a Mano, manomanista, mano parejas y  cuatro y medio, igualando la hazaña de Julián Retegi en 1990. Los otros pelotaris que atesoran las tres txapelas, pero en diferentes temporadas, son Fernando Arretxe,  Aimar Olaizola, Abel Barriola, Mikel Urrutikoetxea, Oinatz Bengoetxea y Jokin Altuna.
En 2008 quedó subcampeón del cuatro y medio contra Olaizola II. En 2009 retomó la senda del triunfo con la victoria en el Campeonato de Parejas junto con Fernando Goñi y ganando su tercer manomanista contra Olaizola II. No pudo culminar un triplete como el de 2006, al perder la final del Cuatro y Medio contra Sébastien González.
En el año 2014 volvió a hacer historia al ganar de nuevo las tres máximas competiciones y convertirse así en el único pelotari que logra dos "tripletes".
El 13 de julio del año 2016 anunció que abandonaba temporalmente la práctica profesional de la pelota mano debido a una dolencia cardíaca y el 20 de mayo de 2017, en el Frontón Labrit de Pamplona, anunciaba su retirada definitiva.
En 2017 recibió la Medalla de Oro al Mérito Deportivo de Navarra, máximo galardón concedido por el Gobierno de Navarra a nivel deportivo por su trayectoria deportiva en la pelota mano.

## Rivalidad con Olaizola II
Martínez de Irujo mantuvo una intensa rivalidad a lo largo de su carrera profesional con el pelotari Aimar Olaizola, Olaizola II, con quien disputó un total de 13 finales de los tres grandes campeonatos de la temporada entre los años 2005 y 2016. De esas finales entre ambos, salió victorioso en 6 ocasiones y derrotado 7 veces.
De las 19 ocasiones en las que se enfrentó a Olaizola II en campeonatos oficiales de las modalidades individuales, es decir, Cuatro y Medio y Manomanista, en 8 salió victorioso Martínez de Irujo y en 11 Olaizola II. De los 8 encuentros disputados entre sí en el Manomanista, Martínez de Irujo ganó 3 y Olaizola II 5, mientras que de 11 encuentros disputados en el Cuatro y Medio Martínez de Irujo ganó 5 y Olaizola II 6.
En total, se enfrentaron en 106 ocasiones, con un 48% de victorias para Martínez de Irujo y un 52% para Olaizola II.
Los partidos entre Martínez de Irujo y Olaizola II acapararon la atención de prensa y público general, ya que ambos dominaron la disciplina durante una década. Como resultado, Martínez de Irujo es el tercer pelotari más laureado de la historia (13 grandes campeonatos) y Olaizola II el segundo (14 grandes campeonatos), situándose sólo por detrás de Julián Retegi.
Si bien Martínez de Irujo podría haber conseguido un palmarés mucho mayor de no haber estado presente Olaizola II (y viceversa), el pelotari afirmó que su rivalidad fue beneficiosa para ambos, ya que les permitió retroalimentarse el uno al otro y mejorar cada temporada hasta alcanzar los niveles de excelencia que demostraron a lo largo de sus carreras.
Para muchos expertos y aficionados, incluido el pelotari más laureado de la historia, Julián Retegi, ha sido la mejor época de la historia de la pelota.

## Palmarés
- 5 veces campeón Manomanista de la Liga de Empresas de Pelota a Mano (2004, 2006, 2009, 2010 y 2014).
- 5 veces campeón Campeonato de Parejas de la Liga de Empresas de Pelota a Mano (2005, 2006, 2009, 2013 y 2014).
- 3 veces campeón  del Cuatro y Medio de la Liga de Empresas de Pelota a Mano (2006, 2010 y 2014).
- 3 veces campeón  del Campeonato navarro del Cuatro y Medio (2006, 2010 y 2013).
- 2 veces campeón del Masters BBK Baskepensiones (2008 y 2009).
- 5 veces subcampeón  del Cuatro y Medio de la Liga de Empresas de Pelota a Mano (2008, 2009, 2011, 2013 y 2015).
- 3 veces subcampeón Manomanista de la Liga de Empresas de Pelota a Mano (2005, 2012 y 2013).
- 2 veces subcampeón Campeonato de Parejas de la Liga de Empresas de Pelota a Mano (2004 y 2016).
- 5 veces subcampeón del Campeonato navarro del Cuatro y Medio (2004, 2009, 2011, 2012 y 2015).
- Ferias de verano: 16 títulos - 3 títulos de San Fermín, 3 títulos de Ciudad de San Sebastián, 2 títulos de San Mateo, 1 título Villa de Zarauz, 2 títulos de La Blanca, 3 títulos de Lequeitio, 1 título de la Semana Grande de Bilbao y 1 título de Vizcaya del cinco y medio.

## Trayectoria y estadísticas
| Primera Categoría | 2003 | 2004 | 2005 | 2006 | 2007 | 2008 | 2009 | 2010 | 2011 | 2012 | 2013 | 2014 | 2015 | 2016 |
| ----------------- | ---- | ---- | ---- | ---- | ---- | ---- | ---- | ---- | ---- | ---- | ---- | ---- | ---- | ---- |
| Manomanista       |      | C    | F    | C    | CF   | CF   | C    | C    | CF   | F    | F    | C    | CF   | CF   |
| Parejas           |      | F    | C    | C    | CF   |      | C    | SF   | SF   | CF   | C    | C    | CF   | F    |
| Cuatro y medio    | 2R   | 2R   | 1R   | C    | SF   | F    | F    | C    | F    | SF   | F    | C    | F    |      |

DATOS TOTALES
938 jugados: 570 ganados, 368 perdidos.
Porcentaje de victoria: 60,76%.

## Finales del Campeonato Manomanista
| Año  | Campeón           | Subcampeón        | Tanteo | Fronton   |
| ---- | ----------------- | ----------------- | ------ | --------- |
| 2004 | Martínez de Irujo | Xala              | 22-12  | Atano III |
| 2005 | Olaizola II       | Martínez de Irujo | 22-18  | Atano III |
| 2006 | Martínez de Irujo | Olaizola II       | 22-17  | Atano III |
| 2009 | Martínez de Irujo | Olaizola II       | 22-12  | Atano III |
| 2010 | Martínez de Irujo | Xala              | 22-13  | Ogueta    |
| 2012 | Olaizola II       | Martínez de Irujo | 22-07  | Bizkaia   |
| 2013 | Olaizola II       | Martínez de Irujo | 22-07  | Bizkaia   |
| 2014 | Martínez de Irujo | Retegi Bi         | 22-09  | Atano III |

## Finales del Campeonato de Parejas
| Año  | Campeones                              | Subcampeones                    | Tanteo | Frontón   |
| ---- | -------------------------------------- | ------------------------------- | ------ | --------- |
| 2004 | Titín III - Goñi III                   | Martínez de Irujo - Lasa III    | 22-10  | Atano III |
| 2005 | Martínez de Irujo - Goñi III           | Bengoetxea VI - Beloki          | 22-12  | Atano III |
| 2006 | Martínez de Irujo - Martínez de Eulate | Olaizola II - Zearra            | 22-11  | Ogueta    |
| 2009 | Martínez de Irujo - Goñi III           | Olaizola II - Mendizabal II     | 22-21  | Atano III |
| 2013 | Martínez de Irujo - Zabaleta           | Berasaluze VIII (1) - Albisu    | 22-04  | Bizkaia   |
| 2014 | Martínez de Irujo - Barriola           | Olaizola II - Aretxabaleta      | 22-13  | Bizkaia   |
| 2016 | Olaizola II - Urrutikoetxea            | Martínez de Irujo (2) - Rezusta | 16-10  | Bizkaia   |

(1) Retirado por lesión con 6-4 en el marcador.
(2) Retirado por lesión con 16-10 en el marcador.

## Finales del Campeonato del Cuatro y Medio
| Año  | Campeón            | Subcampeón        | Tanteo | Frontón   |
| ---- | ------------------ | ----------------- | ------ | --------- |
| 2006 | Martínez de Irujo  | Barriola          | 22-21  | Ogueta    |
| 2008 | Olaizola II        | Martínez de Irujo | 22-17  | Atano III |
| 2009 | Sébastien González | Martínez de Irujo | 22-18  | Atano III |
| 2010 | Martínez de Irujo  | Barriola          | 22-17  | Atano III |
| 2011 | Olaizola II        | Martínez de Irujo | 22-12  | Bizkaia   |
| 2013 | Olaizola II        | Martínez de Irujo | 22-16  | Ogueta    |
| 2014 | Martínez de Irujo  | Olaizola II       | 22-17  | Bizkaia   |
| 2015 | Urrutikoetxea      | Martínez de Irujo | 22-20  | Bizkaia   |